# Reflexionsgrad

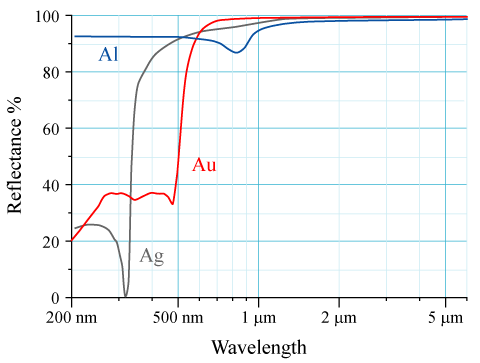
Reflexionsgrad von Aluminium (blau, Al), Gold (rot, Au) und Silber (grau, Ag) in Abhängigkeit von der Wellenlänge (wavelength) der senkrecht einfallenden elektromagnetischen Strahlung.

Der Reflexionsgrad (auch Reflexionsvermögen, Reflektivität oder Reflektanz) ρ (auch R) ist das Verhältnis zwischen reflektierter und einfallender Intensität als Energiegröße, z. B. bei elektromagnetischen Wellen (Lichtstrom) oder bei Schallwellen (Schalldruck, Schallfeldgröße). Es handelt sich um eine gestörte Ausbreitung der Welle.
{\displaystyle \varrho ={\frac {P_{\mathrm {r} }}{P_{0}}}}
- {\displaystyle P_{\mathrm {r} }}: reflektierte Leistung
- {\displaystyle P_{\mathrm {0} }}: einfallende Leistung

Gemeint ist im Allgemeinen auch das gestreute Zurückwerfen einer Größe, beispielsweise der diffusen Reflexion von Licht an rauen („nicht spiegelnden“) Flächen. In der Astronomie und Geographie wird der Begriff Albedo für den diffus reflektierten Lichtstrom verwendet.

## Zusammenhänge mit anderen physikalischen Größen

Einfluss des komplexen Brechungsindex eines Materials auf das Reflexionsverhalten eines Lichtstrahls beim Auftreffen auf die Grenzfläche Luft/Material

Bei der Reflexion einer Welle treten auch immer Energieverluste der reflektierten gegenüber der einfallenden Welle in Form von Absorption und Transmission auf. Für die jeweiligen Energiegrößen gilt allgemein:
1. {\displaystyle \varrho +\alpha =1}
2. {\displaystyle \alpha =\tau +\delta \,}
3. {\displaystyle \varrho +\tau +\delta =1}

wobei
- der Absorptionsgrad {\displaystyle \alpha } ein Maß für die absorbierte,
- der Transmissionsgrad {\displaystyle \tau } ein Maß für die durchgelassene,
- der Dissipationsgrad {\displaystyle \delta } ein Maß für die „verlorengegangene“ Intensität ist.

Für elektromagnetische Wellen können im Falle der gerichteten Reflexion der Reflexionsgrad sowie der Transmissionsgrad über die fresnelschen Gleichungen mit den Brechungsindizes der beteiligten Materialien berechnet werden.
Im Gegensatz zum Reflexionsgrad {\displaystyle \varrho } bezieht sich der Reflexionsfaktor (auch: Reflexionskoeffizient) {\displaystyle r} auf die Amplitude einer Größe. Der Reflexionsgrad {\displaystyle \varrho } entspricht dem Quadrat des Reflexionsfaktors {\displaystyle r}:
{\displaystyle \varrho =r^{2}}
Für komplexe Größen, wie sie bei der Reflexion von Licht mit absorbierenden Medien auftreten, entspricht der Reflexionsgrad {\displaystyle \varrho } dem Produkt aus Reflexionsfaktors {\displaystyle r} mit seinem konjugiert komplexen Wert {\displaystyle r^{*}}:
{\displaystyle \varrho =r\cdot r^{*}}

## Reflexionsgrade bei der Erdfernerkundung

Bidirektionelle spektrale Reflexionsgrade von 6 Oberflächen

In der nebenstehenden Graphik sind die Reflexionsgrade von 6 Oberflächen abgebildet. Die Spektren wurden mit einem hyperspektralen Fernerkundungssensor gemessen.
Die obere Abbildung zeigt drei Vegetationsspektren. Diese haben jeweils ähnliche Verläufe, unterscheiden sich jedoch in ihrer Albedo. Im sichtbaren Bereich des Spektrums (0,38 bis 0,78 µm) ist der sogenannte Green Peak zu erkennen, der durch die starke Lichtabsorption des Chlorophylls im blauen und roten Spektralbereich und die schwächere Absorption im grünen Bereich (um 0,55 µm) erzeugt wird. Durch den Green Peak erscheint Vegetation dem menschlichen Auge grün. Der starke Anstieg der Reflexion um 0,7 µm wird als Red Edge bezeichnet. Die hohe Reflexion im nahinfraroten Spektralbereich (bis 1,3 µm) wird durch Mehrfachstreuungen an der Blattstruktur verursacht, wobei in diesem Spektralbereich absorbierende Stoffe fehlen. Schwache Wasserabsorptionsbanden lassen sich um 0,95 und 1,2 µm erkennen. Der mittelinfrarote Spektralbereich (1,3 bis 2,5 µm) wird durch starke Wasserabsorptionsbanden um 1,45, 1,95 und 2,6 µm dominiert.
Die untere Abbildung zeigt die Reflexion von Boden mit Stroh, von Getreide kurz vor der Erntereife und von trübem Wasser.

## Sonstiges
Das Material mit dem bislang kleinsten Reflexionsgrad für sichtbares Licht (0,045 %) besteht aus einer Art Matte mit vertikal angeordneten Nanoröhrchen aus Kohlenstoff und wurde am Rensselaer Polytechnic Institute entwickelt. Die Dicke der Matte liegt zwischen 10 und 800 Mikrometern.